# Zespół lęku napadowego
Zespół lęku napadowego, zaburzenia lękowe z napadami lęku, lęk paniczny, lęk napadowy – jedno z zaburzeń lękowych, charakteryzujące się nawracającymi napadami intensywnego lęku pojawiającymi się bez uchwytnej dla pacjenta przyczyny.

## Objawy
Według kryteriów klasyfikacji ICD-10, zespół lęku napadowego należy rozpoznać w przypadku:
- wystąpienia w ciągu około miesiąca co najmniej kilku napadów lęku z objawami autonomicznymi (wymienionymi poniżej) w sytuacjach, w których brak jest obiektywnego zagrożenia,
- napady pojawiają się bez związku ze znaną czy przewidywalną przyczyną,
- pomiędzy napadami lęku następuje względne uwolnienie się od objawów lęku (co nie wyklucza obecności obaw przed wystąpieniem kolejnych napadów lęku, czyli tzw. lęku antycypacyjnego, inaczej lęku oczekiwania).

Napadom paniki towarzyszą nieprzyjemne doznania somatyczne, w tym autonomiczne. Objawy napadów paniki występujące u poszczególnych osób mogą się różnić. Najczęstszymi z nich są:
- drżenie
- palpitacje serca
- ból w klatce piersiowej
- duszność
- uczucie braku tchu
- uczucie dławienia
- przyśpieszony oddech
- suchość w jamie ustnej
- pocenie się
- uderzenia gorąca
- nieukładowe zawroty głowy
- derealizacja (poczucie nierealności otoczenia, w którym znajduje się dana osoba, „jak gdyby ta sytuacja nie działa się naprawdę”, „jak gdyby to, co się dzieje wokół mnie, nie było rzeczywistością”)
- depersonalizacja (poczucie nierealności, obcości wobec samego siebie, „jak gdybym nie był samym sobą”, „jak gdyby nie dotyczyło mnie to, co czuję”)
- parestezje – uczucie drętwienia lub mrowienia w różnych częściach ciała
- nudności.

Napadom paniki niemal zawsze towarzyszy wtórny lęk przed śmiercią (np. zawałem, uduszeniem się) lub utratą kontroli (np. „utratą zmysłów” lub chorobą psychiczną). Jednocześnie, w trakcie ataku paniki zdolność krytycznego osądu sytuacji, zdolność do kontrolowania swojego zachowania, do werbalnego komunikowania się z innymi mogą być ograniczone.
Napady lęku rozpoczynają się nagle, osiągają pełną intensywność w ciągu około 2–10 minut, a następnie stopniowo ustępują. Zwykle trwają około kilku-kilkunastu minut. Mogą niekiedy trwać przez dłuższy czas, lecz nie dłużej niż 2 godziny. Częstotliwość napadów paniki w przebiegu zespołu lęku napadowego może wahać się od paru w ciągu miesiąca po kilkadziesiąt dziennie.
Przyjmuje się, że objawy zespołu lęku napadowego prowadzą zwykle do narastania wtórnego lęku antycypacyjnego (lęku oczekiwania), tj. lęku przed nieprzewidywalnymi napadami lęku. Stąd, napady paniki, o nieuchwytnej dla pacjenta przyczynie, mogą z czasem kojarzyć się z sytuacjami, w których się powtarzały bądź sytuacjami, w których utrudnione jest uzyskanie natychmiastowego wsparcia lub pomocy. Prowadzi to często do obaw przed opuszczeniem domu, przed samotnością, wejściem do sklepu, znalezieniem się w tłumie, przed korzystaniem ze środków komunikacji publicznej itp., innymi słowy do rozwinięcia się agorafobii. Współwystępowanie objawów zespołu lęku napadowego z objawami agorafobii jest częste (agorafobia z lękiem panicznymi kodowana jest jako F40.01 według klasyfikacji ICD-10).
Rozpoznania tego nie stawia się wówczas, gdy napady lęku mają jasno określoną przyczynę (gdy wywołuje je określony bodziec lub sytuacja). Dla przykładu, lęk przed widokiem krwi, pomimo tego, że może osiągać intensywność napadu paniki z właściwymi mu objawami autonomicznymi, nie jest podstawą do rozpoznania zespołu lęku napadowego (właściwym rozpoznaniem w takiej sytuacji będzie fobia specyficzna).

## Etiopatogeneza
Obecny zasób wiedzy, na temat czynników neurofizjologicznych wpływających na występowanie zaburzeń lękowych z napadami lęku, jest obszerny. Niemniej jednak proces ten nie został dotąd w pełni wyjaśniony. Za najbardziej trafne uznawane są następujące hipotezy dotyczące ich biologicznego podłoża:
- Nieprawidłowości w funkcjonowaniu receptorów noradrenergicznych alfa-2, które u zdrowych osób hamują aktywność neuronów presynaptycznych – hipotezy te opierają się na doświadczeniach z klonidyną i johimbiną.
- Nieprawidłowości w funkcjonowaniu przekaźnictwa serotoninoergicznego, dla których modelem jest działanie fenfluraminy i leków przeciwdepresyjnych.
- Nieprawidłowości w dotyczące przekaźnictwa GABA-ergicznego, dla których modelem jest działanie benzodwuazepin.
- Wpływ cholecystokininy, dla którego modelem jest działanie pentagastryny.

Postuluje się także, iż w powstawaniu zespołu lęku napadowego istotną rolę odgrywa nadwrażliwość ośrodka oddechowego znajdującego się w rdzeniu przedłużonym. Postulaty te opierają się na badaniach nad poziomem dwutlenku węgla we krwi, hiperwentylacją oraz działaniem mleczanu sodu (teoria fałszywego alarmu duszenia się).
Jeszcze inne hipotezy tłumaczące występowanie zespołu lęku napadowego przypisują decydujące znaczenie:
- podwyższonemu napięciu układu sympatycznego
- nadczynności miejsca sinawego
- nadczynności ośrodków kory skroniowej.

Z kolei z przyczyn psychologicznych, w oparciu o teorie poznawcze i behawioralne, wymienia się:
- warunkowanie reakcji na frustrację lub stres (behawioryzm)
- błędne schematy poznawcze (w tym naśladowanie wzorców zachowań rodziców).

Prawdopodobna wydaje się być hipoteza zakładająca wpływ bardzo stresujących przeżyć w dzieciństwie na rozwinięcie większej podatności na zaburzenie. Separacja (np. w wyniku śmierci) od matki we wczesnym dzieciństwie zwiększa ryzyko zachorowania w dorosłości. 60% kobiet z PD doświadczyło wykorzystywania seksualnego w dzieciństwie.

## Różnicowanie
Do niektórych z zaburzeń i chorób, które należy brać pod uwagę podczas diagnostyki różnicowej, należą:
- zaburzenia lękowe uogólnione
- zaburzenia lękowe w postaci fobii
- zaburzenia afektywne (np. depresja agitowana)
- reakcja na ciężki stres lub zaburzenia adaptacyjne
- zespoły otępienne o organicznym podłożu (np. reakcja katastroficzna)
- zaburzenia psychotyczne.

Wśród chorób somatycznych, w przebiegu których mogą wystąpić objawy napadów paniki, wymienia się:
- nadczynność tarczycy
- napadową hipoglikemię
- guz chromochłonny nadnerczy (łac. pheochromocytoma)
- wypadanie płatka zastawki dwudzielnej
- tężyczkę
- ostrą chorobę niedokrwienną serca
- padaczkę.

## Epidemiologia
Nawracające stany paniki, o nasileniu będącym wskazaniem do ich leczenia, w populacji ogólnej w ciągu roku występują u 1,3% mężczyzn i 3,2% kobiet, zaś u dalszego 1% populacji stwierdzono zaburzenia lękowe z napadami paniki i agorafobią. Poza tym, u 3% populacji ogólnej w ciągu 6 miesięcy odnotowuje się występowanie napadów paniki o zbyt małym nasileniu lub częstotliwości, aby rozpoznać zaburzenia lekowe z napadami lęku. Występowanie napadów lęku, o nasileniu nieuzasadniającym rozpoznania zespołu lęku napadowego, w ciągu całego życia odnotowuje się u 5,6% populacji ogólnej. Badania epidemiologiczne wskazują także na częstą współchorobowość (ang. comorbidity): w populacji ogólnej pośród spełniających kryteria zaburzeń lekowych 28% jednocześnie spełniało kryteria zaburzeń depresyjnych łagodnych, a dalsze 21% – zaburzeń depresyjnych o znacznym nasileniu.
Najczęstszym okresem rozwinięcia się zaburzenia jest 20–25 r.ż., jednak może ono wystąpić w różnym wieku. Przedziały wiekowe najwyższej zachorowalności są różne w różnych krajach i zmieniają się wraz z upływem kolejnych dekad.
Zachorowalność u kobiet średnio jest dwukrotnie wyższa niż u mężczyzn.

## Przebieg zaburzeń i rokowanie
Zespół lęku napadowego jest zaburzeniem przewlekłym o zróżnicowanym przebiegu – przebiega różnie u różnych pacjentów oraz ma zmienne nasilenie u poszczególnych pacjentów. Zastosowanie leczenia zwykle prowadzi do istotnej redukcji objawów. W długoterminowych badaniach katamnestycznych u około 30–40% pacjentów nie stwierdza się występowania objawów, u kolejnych 50% objawy obecne są w nasileniu, które nie utrudnia istotnie ich życia, zaś u 10–20% objawy o znacznej intensywności utrzymują się. U około 80% pacjentów z rozpoznaniem zespołu lęku napadowego rozwija się agorafobia. U pacjentów, u których ataki paniki poddają się terapii, zwykle dochodzi do stopniowego zanikania objawów agorafobii. U 40–80% pacjentów z zespołem lęku napadowego występują objawy depresyjne. Z kolei u 20–40% pacjentów z zespołem lęku napadowego rozwija się zespół zależności od alkoholu lub innych substancji psychoaktywnych m.in. leków uspokajających.

## Leczenie
W przypadku podjęcia właściwego leczenia rokowania są dość dobre. W toku leczenia dąży się do zmniejszenia częstości napadów paniki i zapobiegania im, redukcji ich nasilenia i przerywania napadów w razie ich wystąpienia. Leczenie może obejmować oddziaływania psychologiczne i farmakoterapię. Niezbędnym elementem leczenia jest psychoedukacja (dotycząca mechanizmu lęku, napadu panicznego, przebiegu zaburzenia). Prostą techniką mogącą pomóc w przerywaniu napadów paniki jest oddychanie powietrzem z papierowej torby trzymanej przy ustach. Zapobiega to spadkowi ciśnienia parcjalnego CO2 w surowicy krwi i w ten sposób ogranicza nasilenie objawów wtórnych w stosunku do hiperwentylacji, która towarzyszy napadom paniki.

### Psychoterapia
Najlepiej udokumentowana jest efektywność terapii poznawczo-behawioralnej w leczeniu zespołu lęku napadowego. Meta-analizy badań wykorzystujących randomizację i kontrolę efektu placebo, wskazują, że metoda jest bardziej skuteczna od placebo. Obiecująco wyglądają wynik analiz nad leczeniem przeprowadzanym poza gabinetem specjalisty. Terapie wykorzystują głównie techniki poznawczo-behawioralne i mogą być stosowane samodzielnie przez pacjentów (książki, kursy on-line itp.) lub z dodatkową pomocą profesjonalisty (np. poprzez mail). Jednakże w badaniach rzadko wykorzystuje się grupy placebo. Niejasna jest kwestia efektywności terapii psychodynamicznej w leczeniu lęku napadowego. Dwa nieduże, randomizowane badania dały obiecujące wyniki, ale brak jest dowodów na to, by efekt różnił się od placebo. W badaniach wykorzystywano krótkoterminowe i bardziej dyrektywne formy terapii np. psychoterapię psychodynamiczną skoncentrowaną na lęku panicznym (ang. panic focused psychodynamic psychotherapy). Jest zbyt mało, dobrej jakości badań nad skutecznością terapii opartych na uważności (ang. mindfulness-based therapies) w leczeniu lęku napadowego, by można było wyciągać jednoznaczne wnioski. Meta-analiza sprawdzająca wpływ różnych typów treningu tendencyjności poznawczej (ang. cognitive bias modification) na „symptomy lęku panicznego” w próbach klinicznych, nie wykazała statystycznie istotnego efektu. Możliwe, że ćwiczenia fizyczne mogą dawać pozytywne skutki, ale potrzeba więcej badań o dobrej jakości.
W meta-analizie Sánchez-Meca i in. (2010) przeprowadzili ocenę efektywności typowych technik używanych przy leczeniu lęku napadowego, jak: terapia poznawcza, ekspozycja, nauka prawidłowego oddychania (ang. breathing retraining) i trening relaksacyjny. Skuteczność technik analizowano osobno i w kombinacjach.
Za efektywne uznano, kolejno:
1. ćwiczenia oddechowe i relaksacyjne + ekspozycja
2. tylko ekspozycja
3. ekspozycja + terapia poznawcza
4. tylko ćwiczenia oddechowe i relaksacyjne
5. ćwiczenia oddechowe i relaksacyjne + ekspozycja + terapia poznawcza.

Za nieefektywne (statystycznie nieistotne wyniki):
- ćwiczenia oddechowe i relaksacyjne + terapia poznawcza (tylko jedno badanie)
- tylko terapia odwrażliwiania za pomocą ruchu gałek ocznych (trzy badania)
- tylko terapia poznawcza.

Poza powyższym ustalono między innymi, że:
- najlepiej, jeśli ekspozycja odbywa się tylko in vivo, niż tylko w wyobraźni lub, gdy łączy się ekspozycje in vivo i w wyobraźni
- lepiej, jeśli ekspozycja jest mieszana (in vivo + w wyobraźni), niż przeprowadzana tylko w wyobraźni
- w wypadku towarzyszącej agorafobii, efektywne są kombinacje technik: ekspozycja, terapia poznawcza, ćwiczenia oddechowe i relaksacyjne, ale nieskuteczne jest stosowanie tych technik osobno
- zadania domowe zwiększały efektywność terapii
- najprawdopodobniej nie ma różnic w efektywności pomiędzy formą indywidualną i grupową terapii[24].

### Farmakoterapia
Wskazaniem do farmakoterapii jest średnie i ciężkie nasilenie objawów, gdy pacjent nie akceptuje psychoterapii lub gdy ta metoda leczenia nie jest dostępna.
W leczeniu farmakologicznym wykorzystuje się:
- leki przeciwdepresyjne – wśród nich lekami I wyboru są selektywne inhibitory zwrotnego wychwytu serotoniny (paroksetyna, escitalopram, citalopram, sertralina, fluoksetyna, fluwoksamina) lub inhibitory wychwytu zwrotnego noradrenaliny i serotoniny (wenlafaksyna, duloksetyna)[8] lub rzadziej trójpierścieniowe leki przeciwdepresyjne (klomipramina) – stosowane systematycznie, zgodnie z zaleceniami obniżają nasilenie lęku i zapobiegają występowaniu napadów paniki lub zmniejszają ich częstość,
- anksjolityki (np. benzodiazepiny szybko działające takie jak alprazolam, lorazepam, oksazepam, – należy stosować wyłącznie przejściowo ze względu na ryzyko uzależnienia; właściwie stosowane pozwalają przerwać lub skrócić czas trwania napadu paniki),
- inne, rzadziej stosowane leki zmniejszające niepokój: neuroleptyki o działaniu uspokajającym (np. perazyna, chloroprotyksen), hydroksyzyna, preparaty ziołowe i placebo.

Remisja zazwyczaj pojawia się po 4–12 tygodniach leczenia. Leczenie podtrzymujące powinno trwać co najmniej 8 miesięcy (według innych autorów co najmniej 2 lata).
Efektywność antydepresantów w porównaniu do placebo została oceniona w meta-analizie Andrisano, Chiesa i Serrett (2013). Pod uwagę brano wpływ na objawy towarzyszące atakom paniki, ogólny lęk i rezygnację z leczenia. Poniższa tabela przedstawia wyniki analizy.
|                  | citalopram | fluoksetyna | fluwoksamina | mirtazapina | paroksetyna | reboksetyna | sertralina | wenlafaksyna |
| ---------------- | ---------- | ----------- | ------------ | ----------- | ----------- | ----------- | ---------- | ------------ |
| ataki paniki     | tak        | tak         | nie          | nie         | tak         | nie         | tak        | tak          |
| ogólny lęk       | tak        | tak         | tak          | tak         | tak         | nie         | nie        | tak          |
| ilość rezygnacji | tak        | tak         | nie          | tak         | tak         | nie         | tak        | tak          |

Bandelow in. (2015) porównywali efektywność leków często używanych w terapii zespołu lęku napadowego, zespołu lęku uogólnionego oraz fobii społeczne (łącznie). Poniższe zestawienie przedstawia substancje skuteczniejsze od placebo (w nawiasach podana ilość badań, dotyczących tylko lęku napadowego):
- SSRI: fluwoksamina (6), fluoksetyna (4), sertralina (3), escitalopram (1) i paroksetyna (8)
- SNRI: duloksetyna (0) i wenlafaksyna (5)
- Benzodiazepiny: lorazepam (1), diazepam (2), klonazepam (3) i alprazolam (9)
- TCA: imipramina (6) i klomipramina (7)
- reszta: fenelzyna (0), pregabalina (0), hydroksyzyna (0) i buspiron (2).

Wśród leków, których efektywność nie była wyższa od placebo znalazły się: citalopram (2), opipramol (0) oraz moklobemid (3).
Porównywano efektywność propanololu do benzodiazepin (trzy badania) w obniżaniu częstotliwości napadów paniki. Wstępne wyniki są obiecujące, ale jakość badań nie pozwala na rekomendację propanololu, jako alternatywnej metody leczenia.
Jest nadzieja, że dodatek D-cykloseryny do psychoterapii opartych na ekspozycji zwiększa efektywność leczenia. Dotychczas przeprowadzone meta-analizy uwzględniają wyniki badań nad fobią społeczną, fobią specyficzną i zespołem lęku napadowego łącznie. Rezultaty są dość niejednoznaczne (prawdopodobnie mały efekt).